# مارد وشوشني
مارد وشوشني أو مايك وازاوسكي (بالإنجليزية: Mike Wazowski)‏ هو شخصية خيالية في فيلمي شركة المرعبين المحدودة وسيارة مارد الجديدة وجامعة المرعبين ومركز الحفلات.

## السيرة الذاتية

### شركة المرعبين المحدودة
عمل مارد في شركة المرعبين المحدودة مع صديقه شلبي. وهو صديق سيليا (سالي) أيضا، موظفة الاستقبال في شركة المرعبين المحدودة. في أحد الليالي، بعد الانتقال، بعد التحويل، جلب شلبي طفلةً من غير قصد، سماها لاحقا بو، في عالم الوحوش. قرر مارد مساعدة صديقه لإعادة الطفلة إلى عالمها، لكن ما يعوق الثنائي أندل بوكس وأبو عنكبوت، مالك شركة المرعبين المحدودة. خطف أبو عنكبوت الطفلة، في حين نفي مارد وشلبي في عالم البشر. بإمكان الصديقين، لحسن حظهما العودة إلى شركة المرعبين المحدودة. إنقاذ بو وهزيمة الخصمين. في النهاية، مع مساعدة شلبي، حدثت ثورة مارد نظام إنتاج الطاقة وأصبح الوحوش مهرجين ومشوعذين الذين يدخلون إلى غرف نوم الأطفال ليضحكوهم. أصبح مارد العامل الأكثر مرحا، في حين أصبح شلبي المدير التنفيذي الجديد للشركة.

## وصلات خارجية
- مارد وشوشني في قاعدة بيانات الأفلام على الإنترنت